# يوشيمي نيشيغاوا
يوشيمي نيشيغاوا (西側 よ し み، من مواليد 8 أبريل 1953) هو سبَّاحة يابانية متقاعدة فازَت بعشر ميداليات ذهبية في الألعاب الآسيوية في عامي 1970 و 1974. كانت سبَّاحتًا متعددة الاستخدامات، تنافست في الألعاب الأولمبية 1968 و 1972 و 1976 في ثلاثة أحداث في كل مُباراة ووصلت إلى النهائي في خمس مُناسبات. تزوَّجت من المُجدِّف الأولمبي تاكاشي موراياما.

## روابط خارجية
- يوشيمي نيشيغاوا على موقع الاتحاد الدولي للسباحة (الإنجليزية)
- يوشيمي نيشيغاوا على موقع أوليمبيديا (الإنجليزية)